# Richard Marcinko
Richard „Dick” Marcinko (ur. 21 listopada 1940 w Lansford w stanie Pensylwania, zm. 25 grudnia 2021) – amerykański wojskowy, komandor porucznik United States Navy oraz były operator Navy SEAL. 

## Życiorys
Pochodził z rodziny słowackich emigrantów. Był pierwszym dowódcą oddziałów SEAL Team Six oraz Red Cell. Po odejściu z marynarki wojennej został pisarzem (książka Komandos i 18 innych książek, nie wydanych w języku polskim), gospodarzem radiowych talk-show, konsultantem militarnym oraz mówcą motywacyjnym.
Miał szereg pseudonimów, m.in. „Rogue Warrior”, „Demo Dick”, „Shark Man of the Delta” oraz „The Geek”.
W środowisku komandosów SEAL jest postacią kontrowersyjną – chwaloną za utworzenie elitarnego SEAL Team Six, ale krytykowaną za traktowanie z pogardą żołnierzy spoza jednostki i wychowywanie w tym duchu swoich podwładnych. Został skazany za przywłaszczenie państwowych pieniędzy i malwersacje finansowe przy tworzeniu SEAL Team Six. Jego postawa zepsuła renomę i dobry wizerunek oddziałów SEAL wśród innych żołnierzy.
Razem z firmą Bethesda Softworks wyprodukował grę Rogue Warrior